# 음력 5월 15일
음력 5월 15일은 음력 5월의 15번째 날이다.

## 문화
- 1994년 - 부산 도시철도 1호선 서대신역 ~ 신평역 개통.

## 탄생
- 1789년 - 조선 순조의 왕비 순원왕후.
- 1902년 - 대한민국의 시인 정지용.
- 1918년 - 대한민국의 정치인 김두한.
- 1945년 - 대한민국의 성우 겸 배우 김기현.
- 1971년 - 대한민국의 가수 김경호.

## 같이 보기
- 음력 360일: 1월 2월 3월 4월 5월 6월 7월 8월 9월 10월 11월 12월
- 전날:5월 14일 다음날:5월 16일 - 전달:4월 15일 다음달:6월 15일
- 양력:5월 15일
- 음력, 윤달